# Tigre (constellation)
Pour les articles homonymes, voir Tigre (homonymie).

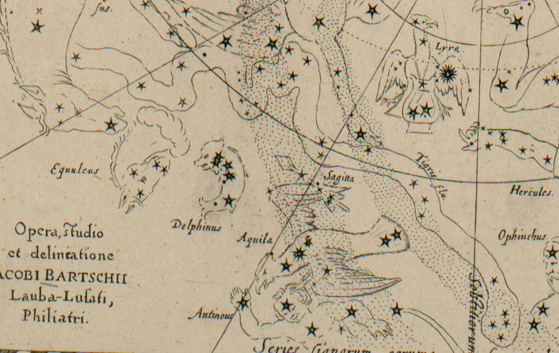
Constellation du Tigre.

Le Tigre (en latin Tigris, nommé d'après le fleuve Tigre) était une constellation créée par Jakob Bartsch (ou par Petrus Plancius) au XVIIe siècle. Une extrémité se trouvait près de l'épaule d'Ophiuchus et l'autre près de Pégase et elle passait à travers la zone occupée maintenant par le Petit Renard, coulant entre le Cygne et l'Aigle. Elle n'apparaissait pas sur les atlas de Johann Elert Bode et fut rapidement oubliée.